# Steve McQueen (album)
Steve McQueen – druga płyta brytyjskiej grupy sophisti-popowej Prefab Sprout, wydana w 1985 roku przez Kitchenware Records. Ze względu na interesy aktora Steve McQueena w Stanach Zjednoczonych album wydano pod tytułem Two Wheels Good. Okładka albumu nawiązuje do ulubionych motocykli McQueena Triumph, a także do filmu Wielka ucieczka. 2 kwietnia 2007 roku wydano dwupłytową reedycję Legacy edition, zawierającą oprócz oryginałów także akustyczne wersje utworów nagrane przez Paddy'ego McAloona w 2006 roku.
Po niedocenionej przez recenzentów pierwszej płycie Swoon z 1984 roku, Steve McQueen wzbudziła dużo większe zainteresowanie. Album wyprodukował znany producent nowofalowy Thomas Dolby i dotarła ona do 21. miejsca UK Albums Chart. Jedynie single nie odniosły sukcesu – żaden z nich (Faron Young, Apetite, When Love Breaks Down) nie dostał się do pierwszej pięćdziesiątki. Dopiero reedycja tego ostatniego z 1986 osiągnęła 25. miejsce na UK Singles Chart.
Płyta otrzymała bardzo pozytywne opinie krytyków i została przez nich uznana za najlepszą w dorobku zespołu. W plebiscytach na najlepszy album wszech czasów zajmowała miejsca: 47. (The Times), 90. (Mojo), 61. (The Guardian). Na stronie Acclaimed Music, podsumowującej opinie krytyków, znajduje się na 4. miejscu najlepszych krążków z 1985 roku, 37. lokacie wśród płyt z lat 80. i 267. pozycji w rankingu wszech czasów.

## Lista utworów
Wszystkie utwory skomponował Paddy McAloon.
1. "Faron Young"  – 3:50
2. "Bonny"  – 3:45
3. "Appetite"  – 3:56
4. "When Love Breaks Down"  – 4:08 (wersje amerykańska i brytyjska nieco się różnią)
5. "Goodbye Lucille #1"  – 4:31
6. "Hallelujah"  – 4:20
7. "Moving the River"  – 3:57
8. "Horsin' Around"  – 4:39
9. "Desire As"  – 5:19
10. "Blueberry Pies"  – 2:24
11. "When the Angels"  – 4:29
12. "The Yearning Loins – 3:38 (dodatkowy utwór edycji amerykańskiej)
13. "He'll Have to Go" – 3:06 (dodatkowy utwór edycji amerykańskiej)
14. "Faron" (Truckin' mix) – 4:45 (dodatkowy utwór edycji amerykańskiej)

### 2CD naLegacy Edition
1. "Appetite"  – 3:57
2. "Bonny"  – 5:58
3. "Desire As"  – 7:08
4. "When Love Breaks Down"  – 4:24
5. "Goodbye Lucille #1"  – 3:54
6. "Moving the River"  – 3:39
7. "Faron Young"  – 3:47
8. "When the Angels"  – 4:08

## Personel
- Paddy McAloon: wokal, gitara, instrumenty klawiszowe
- Martin McAloon: bas
- Wendy Smith: wokal, gitara, instrumenty klawiszowe
- Neil Conti: bębny, perkusja